# Ерхард Вейгель
Ергард Вейґель (нім. Erhard Weigel) — німецький математик, фізик, астроном і філософ. Освіту здобув у Лейпцизькому університеті (1647—1650). В 1653—1688 був професором математики у Єнському університеті. Вчитель Готфріда Вільгельма Лейбніца і Самуеля фон Пуфендорфа.
У 1688—1889 роках Вейґель публікує ряд статей, відомих під загальною назвою Небесна Геральдика (лат. Coelum Heraldicum).
Виступав за введення у школах вивчення математики, фізики та рідної мови замість латині.

## Пам'ять
Іменем Вейгеля названо астероїд 9315 Вайгель.